# أريك ويلسون
أريك ويلسون (بالإنجليزية: Eric Wilson)‏ (و. 1940  م) هو كاتب، وكاتب للأطفال كندي، ولد في أوتا.

## التعليم
تعلم في جامعة كولومبيا البريطانية.